# 箬叶竹
箬叶竹（学名：Indocalamus longiauritus）为禾本科箬竹属下的一个种。

## 扩展阅读
- 維基物種上的相關：箬叶竹